# Бардо (Великопольське воєводство)
Бардо (пол. Bardo, нім. Bardenhofen) — село в Польщі, у гміні Вжесня Вжесінського повіту Великопольського воєводства.
Населення — 209 осіб (2011).
У 1975-1998 роках село належало до Познанського воєводства.

## Демографія
Демографічна структура станом на 31 березня 2011 року:
|          | Загалом | Допрацездатний вік | Працездатний вік | Постпрацездатний вік |
| -------- | ------- | ------------------ | ---------------- | -------------------- |
| Чоловіки | 96      | 18                 | 73               | 5                    |
| Жінки    | 113     | 36                 | 65               | 12                   |
| Разом    | 209     | 54                 | 138              | 17                   |